# Animals (Martin Garrix)
Animals è un singolo del DJ olandese Martin Garrix, pubblicato dalla Spinnin' Records in data 17 giugno 2013. È uno dei brani di maggior successo del genere EDM e ha lanciato la carriera di Garrix a livello mondiale.

## Descrizione
Il singolo ha permesso a Garrix di diventare il più giovane DJ a raggiungere la prima posizione su Beatport.
A dire di Garrix, la melodia proviene da un precedente brano mai pubblicato e composto due anni prima, mentre il ritmo della musica "spietatamente minimalista" è ispirato a What It Is, del rapper Busta Rhymes e prodotto da Pharrell Williams.

## Video musicale
Il video mostra cinque ragazzi in tuta nera e incappucciati con indosso varie maschere da animale, tra cui una tigre, un coniglio, un canguro, un leone e un orso. La clip si apre con il ragazzo con la maschera da tigre che tiene in mano un orologio, poi tutta la banda si sposta in discoteca, facendo break dance e bevendo, a tal punto da incendiare una macchina servendosi di benzina. Viene rivelato verso la fine che il ragazzo con la maschera da tigre che ha incendiato la macchina è lo stesso Garrix.
Il video è stato pubblicato il 17 giugno 2013 sul canale YouTube di Spinnin' Records, per poi essere spostato sul canale YouTube dell'etichetta di Garrix STMPD RCRDS in seguito a dei dissapori tra quest'ultimo e Spinnin'.

## Tracce
Download digitale
1. Animals – 5:03

Download digitale (Regno Unito)
1. Animals (UK Radio Edit) – 2:44
2. Animals (Grum Remix) – 6:37
3. Animals (Victor Niglio & Martin Garrix Festival Trap Mix) – 3:18
4. Animals (Isaac Remix) – 4:15

Download digitale (Paesi Bassi)
1. Animals – 5:05
2. Animals (2Symmetry Bootleg) – 5:52

Download digitale – Remixes
1. Animals (Oliver Heldens Remix) – 4:22
2. Animals (Jay Ronko Remix) – 4:13
3. Animals (Victor Niglio & Martin Garrix Festival Trap Remix) – 3:18
4. Animals (Botnek Edit) – 4:20

CD singolo (Europa)
1. Animals (Radio Edit) – 2:56
2. Animals (Original Mix) – 5:04

## Successo commerciale
Alla tenera età di 17 anni, Martin Garrix Prima della pubblicazione, la traccia ha riscosso successo dopo essere stata suonata anonimamente da Tiësto, generando così varie speculazioni su chi fosse l'autore. Inizialmente era stata attribuita al ghost ghost producer, Maarten Vorwerk o Giulietto Kronika, prima che fosse rivelata la vera identità dell'autore. È stata poi particolarmente apprezzata al festival di musica dance Tomorrowland dell'estate 2013 e in seguito ha raggiunto il primo posto presso il negozio di musica online Beatport 100. Tra agosto e novembre 2013 la traccia ha iniziato a scalare le classifiche di musica dance in tutta l'Europa continentale, così come le tradizionali hit-list di singoli, riuscendo ad entrare nella classifica belga Ultratop 50. Nel mese di novembre dello stesso anno il singolo ha debuttato al primo posto nella Official Singles Chart.
Spinnin' Records perde la battaglia legale contro Martin Garrix esplosa durante la pandemia e il video di animals da youtube,  viene spostato dal canale spinnin records a STMPD RCRDS, così Martin Garrix inizia finalmente a gestire direttamente i diritti di copyright di animals senza terze parti.

## Classifiche

### Classifiche settimanali
| Classifica (2013) | Posizione massima |
| ----------------- | ----------------- |
| Australia         | 29                |
| Austria           | 6                 |
| Belgio (Fiandre)  | 1                 |
| Belgio (Vallonia) | 1                 |
| Canada            | 40                |
| Danimarca         | 12                |
| Finlandia         | 2                 |
| Francia           | 2                 |
| Germania          | 4                 |
| Irlanda           | 3                 |
| Italia            | 14                |
| Lussemburgo       | 2                 |
| Norvegia          | 12                |
| Nuova Zelanda     | 10                |
| Paesi Bassi       | 3                 |
| Regno Unito       | 1                 |
| Repubblica Ceca   | 8                 |
| Spagna            | 6                 |
| Stati Uniti       | 45                |
| Svezia            | 4                 |
| Svizzera          | 2                 |
| Ungheria          | 5                 |

### Classifiche di fine anno
| Classifica (2013) | Posizione |
| ----------------- | --------- |
| Italia            | 68        |